# Tidal Wave
Tidal Wave es el séptimo álbum de estudio de la banda de rock estadounidense Taking Back Sunday. El álbum fue lanzado el 16 de septiembre de 2016 a través de Hopeless Records.
Durante el ciclo de giras de Happiness Is (2014), el grupo trabajó en el material para su próximo disco. Después de un espectáculo navideño a fines de 2015, el guitarrista John Nolan esperaba su segundo hijo y deseaba estar cerca. Como resultado, el ingeniero Mike Pepe informó al vocalista Adam Lazzara de un estudio cercano en el que trabajó, Sioux Sioux Studio en Charlotte, Carolina del Norte. Con los miembros que viven entre las casas de Lazzara y Nolan, persuadieron al productor Mike Sapone para que se uniera a ellos. En enero de 2016, el grupo estaba escribiendo en el estudio, y en marzo comenzaron a grabar. Un cambio que experimentó el grupo fue la capacidad de rastrear cada instrumento y, posteriormente, escucharlo de nuevo. Esto permitió al grupo escuchar los procedimientos de manera objetiva, en lugar de hablar únicamente de una sola parte.
En el verano de 2016, la banda se embarcó en la gira Taste of Chaos. A fines de junio, se anunció Tidal Wave y también se lanzó un video musical para la canción homónima. A finales de agosto fue lanzado el videoclip de "You Can't Look Back". A mediados de septiembre, un video lírico fue lanzado para "Death Wolf". El álbum alcanzó su punto máximo en el número 36 en el Billboard 200 y en el top 10 de varias otras listas de Billboard. Además, también entró en las listas en Australia y Escocia. Después de esto, el grupo realizó una gira íntima durante la cual tocaron el álbum en su totalidad. En febrero de 2017, se lanzó un video musical para "Call Come Running", y el grupo realizó una gira por el Reino Unido. Una gira por Australia en marzo, seguida de apariciones en los festivales When We Were Young y Rock on the Range en abril y mayo, respectivamente. En verano, la banda se embarcó en una gira por Estados Unidos con Every Time I Die.

## Antecedentes
Taking Back Sunday lanzó su sexto álbum Happiness Is a principios de 2014 a través de Hopeless Records. El álbum, que fue producido por Mike Sapone, alcanzó el top 10 en el Billboard 200. Entre las giras para el disco, el grupo se reuniría dos o tres semanas seguidas y trabajaría en ideas para su próximo álbum. En una entrevista con The Aquarian Weekly a principios de diciembre de 2015, el vocalista Adam Lazzara estimó que habría otra sesión de escritura antes de que el grupo vaya a grabar su próximo álbum. Dijo que no puede "creer cómo [algunas de las canciones] están saliendo". Durante un espectáculo navideño a fines de diciembre, Taking Back Sunday interpretó una nueva canción titulada "Tidal Wave". Mientras se preparaban para grabar su próximo álbum, el guitarrista John Nolan esperaba un segundo hijo y quería estar cerca. Según Lazzara, el grupo "siempre dijo que sería bueno si hubiera un estudio en el que pudiéramos grabar", pero no estaba al tanto de ninguno.
El ingeniero Mike Pepe, quien había sido un fan del grupo durante mucho tiempo, le contó a Lazzara sobre un estudio local en el que trabajaba en Sioux Sioux Studios en Charlotte, Carolina del Norte. Lazzara dijo que él y Nolan desconocían por completo su existencia. "Fue demasiado perfecto. Nunca sabes lo que obtienes cuando entras en un lugar, pero Sioux Sioux lo tenía todo". Los miembros restantes de la banda que residían en otros estados (el guitarrista Eddie Reyes en Ohio, y el baterista Mark O'Connell y el bajista Shaun Cooper en Nueva York) vivían entre las casas de Lazzara y Nolan en Charlotte. El grupo persuadió a Sapone, que tenía su base en Long Island, Nueva York, para que se uniera a ellos. Después de reunirse con el grupo, Lazzara dijo que Sapone "no quería irse. Se enamoró de eso aquí. Siempre se levantaba temprano y conducía por la ciudad". A principios de enero de 2016, el grupo publicó que estaban escribiendo nuevo material en el estudio. Pepe y Ray Jeffrey trabajaron en la preproducción.

## Producción
A mediados de marzo de 2016, la banda reveló que habían comenzado a grabar. Nolan dijo que Sapone había hablado frecuentemente sobre Achtung Baby (1991) de U2, cómo era el séptimo álbum de ese grupo "y desafió la idea de la gente de quiénes eran". Posteriormente se convirtió en un punto de referencia para el grupo, además de INXS, Robert Palmer y The Cure, que "no es necesariamente obvio cuando escuchas Tidal Wave pero en algún nivel sí influyó". Lazzara dijo que a menudo se le ocurren ideas para canciones mientras conduce al estudio. Lazzara dijo que uno de los mayores cambios con el álbum fue que "tocaríamos y rastrearíamos todo, e inmediatamente iríamos a escucharlo sin nuestros instrumentos". Le permitió al grupo "mirar las cosas de manera más objetiva en lugar de jugar un papel en una habitación y luego hablar de ello". Agregó que les dio "un punto de referencia al que podríamos regresar y escuchar y que parecía ser un poco más productivo para nosotros". Lazzara dijo que se convirtió en este "proceso simplificado en el que podríamos superar el núcleo de la canción y comenzar a agregar nuevas ideas y cambios de acordes para que la canción pueda funcionar mejor en su conjunto".
Lazzara dijo que Sapone "te anima incluso cuando no quiera ser animado a ello y quiera explorar todas las opciones posibles que su cerebro pueda idear". El grupo dijo que durante la grabación "hemos estado descubriéndonos y sorprendiéndonos al darnos cuenta de cuán buena banda nos hemos convertido". Nolan dijo que "algunas de las reproducciones en este disco son las mejores que hemos hecho. Hubo momentos en que Mark estaba tocando y yo pensaba: 'No sé cómo lo está haciendo físicamente'". Nolan dijo que se consideró mucho cómo sonaban las guitarras "ya sea que estuviéramos probando los amplificadores o las diferentes combinaciones de pedales". Nolan dijo que su "instinto" cuando se trataba de tocar partes de guitarra era relajar "y hacer cosas simples y melódicas". Lazzara, que prefería los solos de guitarra que hacen "algo loco y tenso", presionó para que Nolan hiciera "más noodling de guitarra". Cooper dijo que Reyes "tenía los riffs básicos y [Nolan] realmente podía explorar su instrumento". A principios de junio, Lazzara dijo que habían terminado de grabar y que "estaban obteniendo las mezclas finales". El coro NoDa Tabernacle Good Times proporcionó voces adicionales en "Homecoming". Claudius Mittendorfer mezcló las grabaciones en Atomic Heart Studio en la ciudad de Nueva York, mientras que Stephen Marcussen las masterizó en Marcussen Mastering en Hollywood, California.

## Música y letras
Lazzara dijo que el grupo tenía cuatro o cinco títulos de trabajo para el nombre del álbum, pero "ninguno de ellos era tan bueno". Agregó que después de que el grupo "pudo dar un paso atrás, fue cuando dijo: 'Esperen, hay todas estas referencias al agua...' y luego esa frase, esas dos palabras [Tidal Wave] adquieren todo este nuevo sentido". Al discutir la letra, Lazzara dijo que "perdió el sueño" y dijo que las canciones tenían cuatro o diferentes borradores de letras "y que simplemente intentas todo hasta que algo haga clic y esté bien". En general, dijo que el álbum fue "una especie de desviación, pero no creo que vaya a más". Nolan agregó que fue "la culminación de las cosas que hemos probado en los últimos dos álbumes... Nos hemos liberado para ir en nuevas direcciones". Lazzara dijo que se dio cuenta de "toda esta idea de que, como cantante, para expresar una cierta emoción no tienes que gritar. Hay una manera más inteligente de hacerlo", citando "You Can't Look Back" como "un verdadero ejemplo dinámico de eso". Allie Volpe de Nylon escribió que el álbum "trata sobre las pruebas de nostalgia como adulto y los cambios que vienen con la madurez". El sonido del álbum ha sido descrito como rock alternativo, emo, hard rock, heartland rock y pop rock, con influencias de Bruce Springsteen, the Ramones, the Gaslight Anthem, the Replacements, John Mellencamp, Tom Petty, Bryan Adams y Don Henley.
Lazzara dijo que "Death Wolf" fue "una de las canciones más rápidas" que el grupo ha escrito y "también fue diferente a todo lo que hemos hecho en términos del enfoque". Lazzara dijo que la introducción de la canción se colocó originalmente antes de uno de los coros y que era "casi como si estuvieras corriendo tan rápido como puedas, alguien te arrancó la alfombra y de repente estás flotando, o como si salieras volando". "Tidal Wave" fue una de las primeras canciones escritas para el álbum. Al discutir la canción, Nolan dijo que estaba escuchando a NPR, que estaba discutiendo sobre un dictador africano que "probablemente se moriría pronto... [y] el entrevistador hizo la pregunta, 'Entonces, ¿qué va a pasar cuando el viejo se vaya?'". Posteriormente, Nolan dijo esta frase a Lazzara y O'Connell quienes, según Lazzara, "se iluminaron y sus ojos se pusieron realmente grandes. Él dijo: 'Hombre, deberíamos hacer una canción con eso'". Sin embargo, ellos no lo mencionaron por otro "mes o dos... Entonces, un día, Nolan fue como 'Hey, ¿sabes esa parte que tenía? Hice una canción con ella'". Añadió que O'Connell "tenía otra visión para ella" en la línea de los Ramones y the Clash.
Nolan dijo que "I Felt It Too" fue una de las canciones más lentas del álbum y "realmente me atrapa de cierta manera: me hace sentir algo cada vez que la escucho". Al final de "Call Come Running", se puede escuchar al hijo de Nolan cantando el coro. Lazzara dijo que Nolan a menudo conducía con su hijo mientras escuchaba demos de álbumes. Como resultado, su hijo se familiarizaría con las pistas. Una noche, cuando Nolan durmió a su hijo, escuchó a su hijo cantando. Lo grabó y luego le mostró a la banda, a lo que Lazzara dijo "está bien, ¡eso debe estar al final de la canción!". Lazzara calificó a "Homecoming" como "realmente hermoso pero también muy simple" y dijo que evoca el espíritu de Tom Petty, uno de sus compositores favoritos. Lazzara dijo que la versión original de la pista era "increíble", sin embargo, después de quitarla, fue "aún mejor". Quería que la pista "pareciera que estamos pasando el rato en mi patio trasero". A O'Connel se le ocurrió el ritmo de la canción, que luego se repitió.

## Lanzamiento
En junio y julio de 2016, la banda actuó en la edición 2016 de Taste of Chaos. A lo largo de la gira, el grupo tocó "Tidal Wave". El 27 de junio, Tidal Wave fue anunciado para su lanzamiento en septiembre. Al día siguiente, la canción principal se puso a disposición en streaming. Los pedidos anticipados de álbumes incluyeron la pista como una descarga instantánea gratuita. Más tarde, ese mismo día, se revelaron la lista de canciones y las ilustraciones del álbum. La obra de arte era una foto del niño de Lazzara, tomada por su esposa al costado de una carretera a través de los Cayos de Florida. El grupo se dio cuenta de todas las referencias al agua en las letras de las canciones en el momento en que se tomó la foto. Cooper dijo que O'Connell vio la foto en la cuenta de Instagram de Lazzara: "es uno de esos tipos de accidentes felices". Nolan dijo que al grupo "le gustó la yuxtaposición de ser esta cosa tranquila y serena, pero luego, dado que el álbum se llama Tidal Wave (en español, «marea»), te da la sensación de que algo podría salir mal en ese escenario". Añadió que la foto era originalmente "más colorida y vibrante", hasta que el grupo "la opacó y la hizo ver como si estuviera en una vieja portada de álbum desgastada". También el mismo día, se lanzó un video musical para "Tidal Wave", que consistió en un concierto y material detrás de escena de la gira Taste of Chaos y fue dirigido por Greg Hunter.
El 23 de agosto se lanzó un video musical para "You Can't Look Back". Fue filmado en las afueras de Los Ángeles, California, en una hora y media con el director DJay Brawner. Leanne Aciz Stanton de The Aquarian Weekly dijo que el video "gira en torno a una pareja guapa que va a la playa para una fiesta de fogata" donde los miembros de la banda pasan el rato, luego "de repente, [Lazzara] comienza a vomitar sangre por todas partes". Al discutir el concepto original del video, Nolan dijo que al grupo le gustó la idea "'pero algo tiene que suceder al final'. En un momento estábamos hablando de que salieran las tripas reales, pero no queríamos ser tan abiertos". El 12 de septiembre, el grupo lanzó un video lírico para "Death Wolf". Tidal Wave fue lanzado el 16 de septiembre a través de Hopeless Records. En septiembre y octubre, la banda realizó una íntima gira por diversos clubes en los Estados Unidos. Fueron teloneados por You Blew It!, Loose Talk y Mammoth Indigo. Durante la gira, el grupo tocó Tidal Wave en su totalidad. Lazzara dijo que esto permitió a la banda "ver en tiempo real a las personas que se ponen al día con las canciones".
El 7 de febrero de 2017, se lanzó un video musical para "Call Come Running", dirigido por Brawner y filmado en el barrio de Lazzara en Charlotte. Stanton dijo que continuaba con el video "You Can't Look Back" con Lazzara "corriendo desesperadamente buscando ayuda mientras todos te ignoran, hasta que un hombre te ayuda y te arroja a un baño. [Lazzara] luego emerge de un lago, se limpia y se para ante lo que uno supondría ser su familia". Lazzara vio el video como un comentario social sobre cómo se está volviendo "cada vez más difícil centrarse en lo que más importa y luego están todas estas cosas que lo llevan en diferentes direcciones". En febrero, la banda realizó una gira por el Reino Unido con Frank Iero como telonero. Milestones, Muncie Girls y Black Foxxes también fueron teloneros en fechas concretas. En marzo, la banda realizó una gira por Australia con Acceptance. En abril, la banda se presentó en el Festival When We Were Young y en Rock on the Range en mayo. En julio y agosto, la banda realizó una gira conjunta en Estados Unidos con Every Time I Die. Fueron teloneados para la primera mitad por Modern Chemistry y para la segunda mitad por All Get Out. Después de esto, la banda se presentó en Riot Fest en septiembre.

## Acogida
Tidal Wave recibió críticas generalmente favorables, según el sitio web de agregación de revisiones Metacritic. El crítico de AllMusic, James Christopher Monger, calificó el álbum "su conjunto de canciones más maduro y diverso, pero sin interrupciones hasta la fecha". Alex Lai, de Contactmusic.com, escribió que durante la mayor parte del álbum "se mueve de manera bastante agradable, dividida por iguales medidas de excelencia y tedio". El escritor del Denver Post, Ian Gassman, dijo que el álbum "podría ser una oleada de nostalgia por la banda en sí, pero no por sus fans... A veces, una banda tiene que hacer algo por sí misma y no tratar de apaciguar a una audiencia que está atrapada en quién ellos solían ser". Maria Sherman, de Entertainment Weekly, escribió que era "ecléctico y sensible", y "si el emo es algo que encasilla, Taking Back Sunday está haciendo intentos nobles de abandonar esos impulsos; con Tidal Wave, la banda es emo y algo completamente diferente".
El crítico Adam Feibel de Exclaim! dijo que el álbum tenía un "sonido pulido con una ligera ventaja" que fue "moldeado por algunas influencias recién tocadas. Los resultados son impredecibles". También dijo que era "el momento en que Taking Back Sunday sacudió las cosas, por lo que los puntos altos hacen de Tidal Wave un esfuerzo que debería complacer a los fans dedicados y calmar un poco a los escépticos". Glenn Gamboa, de Newsday, dijo que el grupo logró combinar "una cantidad de géneros de rock a su voluntad para crear su álbum más diverso hasta el momento, manteniendo un sonido cohesionado". Elogió la producción de Sapone, diciendo que ayudó a la banda a "demostrar que todavía tienen mucho que decir y hacer". En Punknews.org, su personal dijo que muchas de las canciones estaban en la línea de New Again (2009): "dramático, asustado pero con ganas de vivir". Dijo que Lazzara "sorprendió con lo bien que suena, escupiendo esa actitud de Johnny Cash en cada esquina".
Rod Yates de Rolling Stone Australia escribió que el álbum "se siente cortado de la misma tela" que Happiness Is, "solo que no está tan bien adaptado". El miembro del personal de Sputnikmusic, SowingSeason, escribió que "en esencia, Tidal Wave se siente como una reinvención de lo que esta banda representa" y es "la grabación más completa" de su carrera. Agregó que ninguno de los otros álbumes del grupo tiene "un enfoque tan variado sin sacrificar ninguna calidad o alterar el aura integral del disco". Ultimate Guitar escribió que "es un álbum que arroja muchas ideas nuevas a la pared, solo unas pocas". Dijeron que el "valor de producción deslumbrante" estaba "obligado a dejar a algunos oyentes insatisfechos". La crítica de Upset Heather McDaid escribió que hubo "un cambio marcado" para el álbum: "la elección de dar un salto a algo nuevo o permanecer en el mismo camino, y eligieron evolucionar". Agregó que fue "definitivamente... lleno de sorpresas agradables".
El colaborador de GIGsoup, Simon Carline, escribió que el grupo tenía "un catálogo en el que la mayoría de las bandas de su edad y género matarían", Tidal Wave "simplemente agrega algunos favoritos a las filas". Brenda Herrera de WPGU señaló que el álbum fue un poco más largo que sus álbumes anteriores y que "a veces todo el álbum parece demasiado para una sola pieza de trabajo". Agregó que "no fue tan memorable para mí como los álbumes anteriores debido a todas las vibraciones diferentes que trata de canalizar, por lo que se pierde un poco de cohesión". Ben Buchnat del Daily Nebraskan también notó la larga duración del álbum y dijo que este era uno de los dos problemas con él, y el otro era que la mayoría de las pistas no eran memorables. Agregó que "simplemente no hay nada notable sobre ellos". El escritor de Collegian, Jamil Oakford, escribió que el álbum era "diferente de todo lo que habían hecho anteriormente a pesar de algunos hilos de similitudes" con sus trabajos pasados.
El álbum figuraba en el número 36 en el Billboard 200. Además, figuraba en una serie de otras listas de Billboard: número 2 en álbumes alternativos, número 3 en álbumes independientes, número 6 en los Top Rock Albums y Vinyl Albums, número 10 tanto en los álbumes digitales como en los álbumes Tastemaker, y el número 16 en Top Album Sales. El álbum también llegó al número 54 en Australia y al número 94 en Escocia. Rock Sound incluyó el álbum en el número 42 en su lista de los principales lanzamientos de 2016. Newsday incluyó "Tidal Wave" en el número 1 en su lista de las mejores canciones de 2016 de artistas de Long Island. En una pieza retrospectiva para Fuse.tv, el escritor Jason Lipshutz clasificó el álbum como su cuarto álbum favorito de Taking Back Sunday. Dijo que el álbum era "quizás el mayor pivote en la carrera de Taking Back Sunday, lejos de la escena que los hizo famosos y hacia una marca de rock más amplia".

## Listado de canciones
Todas las canciones compuestas por Taking Back Sunday.
| N.º | Título                                     | Duración |  |
| 1.  | «Death Wolf»                               | 4:12     |  |
| 2.  | «Tidal Wave»                               | 2:32     |  |
| 3.  | «You Can't Look Back»                      | 4:27     |  |
| 4.  | «Fences»                                   | 3:37     |  |
| 5.  | «All Excess»                               | 3:35     |  |
| 6.  | «I Felt It Too»                            | 5:22     |  |
| 7.  | «Call Come Running»                        | 3:12     |  |
| 8.  | «Holy Water»                               | 4:19     |  |
| 9.  | «In the Middle of It All»                  | 3:12     |  |
| 10. | «We Don't Go in There»                     | 4:01     |  |
| 11. | «Homecoming»                               | 4:01     |  |
| 12. | «I'll Find a Way to Make It What You Want» | 5:20     |  |

| Best Buy bonus tracks |                         |          |  |
| N.º                   | Título                  | Duración |  |
| 13.                   | «Tidal Wave» (acústico) | 2:59     |  |
| 14.                   | «Holy Water» (acústico) | 9:34     |  |

## Créditos
Los miembros de personal que trabajaron en el álbum son:
| Taking Back Sunday - Shaun Cooper – bajo - Adam Lazzara – voz - John Nolan – guitarra, teclados, voz - Mark O'Connell – batería, percusión - Eddie Reyes – guitarra Músicos adicionales - The NoDa Tabernacle Good Times Choir, coros adicionales en "Homecoming": - Keaton Lazzara - Ryan Hurley - Ryleigh Varvaro - John John Nolan - Camille Nolan - Misha Lazzara - Elyse Hurley - Kara Urquhart - Greg Urquhart - Nathan Lazzara | Producción - Mike Sapone – productor - Mike Pepe – ingeniero, preproducción - Ray Jeffrey – preproducción - Claudius Mittendorfer – mezclas - Stephen Marcussen – masterización - Brad Filip – diseño - Brad Clifford – arte adicional - Misha Lazzara – fotos |

## Listas de éxitos
| Lista(2016)                             | Máxima posición |
| --------------------------------------- | --------------- |
| Australian Albums (ARIA)                | 54              |
| Scottish Albums (OCC)                   | 94              |
| Estados Unidos (Billboard 200)          | 36              |
| Estados Unidos (Top Alternative Albums) | 2               |
| Estados Unidos (Independent Albums)     | 3               |
| Estados Unidos (Top Tastemaker Albums)  | 10              |
| Estados Unidos (Top Rock Albums)        | 6               |